# Mycoarctium ciliatum
Mycoarctium ciliatum är en svampart som beskrevs av K.P. Jain & Cain 1973. Mycoarctium ciliatum ingår i släktet Mycoarctium, ordningen skålsvampar, klassen Pezizomycetes, divisionen sporsäcksvampar och riket svampar.   Inga underarter finns listade i Catalogue of Life.